# John Reeve de la Pole
Sir John George Reeve de la Pole, 8. Baronet (* 21. Januar 1808; † 19. Mai 1874) war ein britischer Adliger.

## Leben
John de la Pole entstammte der Familie Pole, einer alten Familie der Gentry von Devon. Er wurde als John Pole als einziger Sohn von Sir William Pole, 7. Baronet aus dessen ersten Ehe mit Sophia Templer geboren. Nachdem er seinen Familiennamen zunächst zu de la Pole geändert hatte, änderte er ihn 1838 zu Reeve de la Pole.
In erster Ehe hatte de la Pole am 26. März 1829 Margaretta Barton, eine Tochter von Captain Henry Barton von Sausthorpe Hall in Lincolnshire geheiratet. Mit ihr hatte er eine Tochter:
- Margaretta Luchesa Jane Maria Pole, ⚭ (1) John Templer West, ⚭ (2) Henry Vansittart Pennefather.

Nach dem Tod seiner Frau 1842 heiratete de la Pole am 2. Februar 1843 in zweiter Ehe die Französin Josephine Catherine Denise Carré. Beim Tod seines Vaters 1847 erbte er den Titel Baronet, of Shute House in the County of Devon, und die Besitzungen der Familie, doch de la Pole lebte mit seiner zweiten Frau meistens in Frankreich. Seine zweite Ehe blieb kinderlos. Da er ohne männliche Nachkommen blieb, erbte bei seinem Tod sein jüngerer Halbbruder William Pole den Titel. Seine Witwe heiratete 1881 in zweiter Ehe Antoine Pierre Roupe.
Der polnische Adlige Eugen Breza (eigentlich Eugeniusz Breza z Goraja, 1802–1860) widmete ihm 1834 die erste Lieferung seiner Gallerie der ausgezeichnetsten Israeliten aller Jahrhunderte.